# Srinagarindra
Srinagarindra (tiếng Thái: ศรีนครินทรา nghe; sinh Sangwaln Talathap (tiếng Thái: สังวาลย์ ตละภัฎ; vào ngày 21 tháng 10 năm 1900 - 18 Tháng 7 năm 1995) là vương thái hậu của Thái Lan từ 1935 đến khi mất năm 1995. Mặc dù chưa bao giờ ở ngôi vị vương hậu, bà đã trở thành vương thái hậu vào năm 1935 khi con trai bà Ananda Mahidol lên nối ngôi trở thành vua Rama VIII. Bà là mẹ của vua Ananda Mahidol (Rama VIII) và vua Bhumibol Adulyadej (Rama IX) và là bà nội của vua Maha Vajiralongkorn (Rama X). Sinh ra trong một gia đình thợ kim hoàn và kết hôn với Mahidol Adulyadej vào năm 1919, có ba con trai và con gái và qua đời vào ngày 18 tháng 7 năm 1995.